# Zrin (časopis)
Zrinski zbornik za povijest i obnovu hrvatskog Pounja, prije poznatiji i kao Zrin, interdisciplinarni je stručni časopis Društva prijatelja Zrina iz Hrvatske Kostajnice koji donosi radove iz različitih područja humanističkih znanosti.

## Povijest
Časopis predstavlja nastavak dviju ranijih stručnih publikacija, Zbornika Zrina, kojeg je izdalo 1942. Hrvatsko planinarsko društvo u Petrinji podnaslova Zbornik za poviest i obnovu zavičaja (gl. urednik Matija Filjak) te časopisa Zrin, časopis za povijesna, kulturna i gospodarska pitanja hrvatskog Pounja koji je izlazio tromjesečno u prvoj polovini 1990-ih. Potonji je uređivao Juraj Lončarević, a za isti su pisali i Ivica Golec, Stjepan Šešelj, Mirko Galić, Javor Novak i dr.
Od 1997. časopis izlazi pod sadašnjim imenom. Glavni urednik prvog Zbornika bio je Ante Milinović.

## Vanjske poveznice
- Bibliografija Društva prijatelja Zrina u Katalogu Knjižnica Grada Zagreba (pristupljeno 14. travnja 2020.)